# هارالد اریکسن
هارالد اریکسن (انگلیسی: Harald Eriksen; ۳ ژوئیهٔ ۱۸۸۸ – ۱ ژوئن ۱۹۶۸) ژیمناست هنری اهل نروژ بود.